# MM Волопаса
MM Волопаса (лат. MM Boötis) — одиночная переменная звезда в созвездии Волопаса на расстоянии (вычисленном из значения параллакса) приблизительно 16357 световых лет (около 5015 парсеков) от Солнца. Видимая звёздная величина звезды — от +14,45m до +13,33m.

## Характеристики
MM Волопаса — жёлто-белая пульсирующая переменная звезда типа RR Лиры (RRAB) спектрального класса F. Эффективная температура — около 6320 K.